# Shuangchahe (köpinghuvudort i Kina, Heilongjiang Sheng, lat 47,46, long 127,26)
Shuangchahe (kinesiska: 双岔河, 双岔河镇) är en köpinghuvudort i Kina. Den ligger i provinsen Heilongjiang, i den nordöstra delen av landet, omkring 200 kilometer norr om provinshuvudstaden Harbin. Antalet invånare är 25 365. Befolkningen består av 12 370 kvinnor och 12 995 män. Barn under 15 år utgör 13,0 %, vuxna 15-64 år 78 %, och äldre över 65 år 7,0 %.
Runt Shuangchahe är det ganska tätbefolkat, med 70 invånare per kvadratkilometer. Närmaste större samhälle är Donglin, 19,0 km väster om Shuangchahe. Trakten runt Shuangchahe består till största delen av jordbruksmark.
Genomsnittlig årsnederbörd är 937 millimeter. Den regnigaste månaden är juli, med i genomsnitt 264 mm nederbörd, och den torraste är januari, med 12 mm nederbörd.